# Marcelo Barovero
Marcelo Alberto Barovero (Porteña, 18 de febrero de 1984) es un exfutbolista argentino que jugaba en la demarcación de arquero y su último club fue Banfield, de la Primera División de Argentina. Se destacó como arquero titular y capitán del Club Atlético River Plate, equipo donde logró la Copa Sudamericana del año 2014 y la Copa Libertadores de América del año 2015. 

## Trayectoria

### Atlético de Rafaela
Inició en el club de su pueblo natal, Porteña Asociación Cultural y Deportiva. Luego pasó a integrar las inferiores de Atlético de Rafaela, en el que hizo su debut en el primer equipo en el Nacional B, en el año 2003. Fue elegido en los años 2005 y 2006 como el mejor arquero de ese torneo.

### Huracán
En la temporada 2007-08 jugó en Huracán, donde cumplió destacadas actuaciones, participando de los treinta y ocho partidos disputados por su equipo, como titular indiscutido.

### Vélez Sarsfield
A mediados de 2008 pasó a Vélez Sarsfield, consagrándose campeón del Torneo Clausura 2009, aunque no era el arquero titular.
En diciembre de 2010, recibió el premio Ubaldo Matildo Fillol a la valla menos vencida, que entrega el exarquero argentino. Tuvo un promedio de 0,37 goles en contra por partido, dieciséis encuentros y en los le marcaron solo seis tantos, logrando el subcampeonato del fútbol argentino.
El 12 de junio de 2011 se consagró campeón del Torneo Clausura 2011, siendo en su equipo el que tuvo más minutos jugados a lo largo del campeonato.

### River Plate
En julio de 2012 llegó a River Plate como jugador libre proveniente de Vélez Sarsfield, para reforzar el arco en la vuelta a primera de los millonarios. Dijo que es un gran desafío estar en un club que está resurgiendo tras haber pasado la peor etapa de su historia. Tras haber arrancado el torneo siendo suplente de Daniel Vega, luego de una floja actuación de este, el entrenador Matías Almeyda decidió ponerlo de titular en la segunda fecha, frente a Estudiantes de La Plata.
A partir de ahí, se ganó la titularidad, consiguiendo con el director técnico Ramón Ángel Díaz el Torneo Final 2014, y posteriormente con Marcelo Gallardo, la Copa Sudamericana 2014. Fue clave en el partido de vuelta de las semifinales del torneo, disputado en el Monumental frente a Boca Juniors, en el que le atajó un penal a Emmanuel Gigliotti, a los 3 minutos de la etapa inicial, y siendo premiado como el mejor jugador del certamen.  Por el torneo local fue galardonado por cuarta ocasión con el premio Ubaldo Matildo Fillol, a la valla menos vencida.
También formó parte del plantel titular del año 2015 que ganó la Recopa Sudamericana y la Copa Libertadores. Recibió el premio al mejor arquero de la Copa Libertadores del año 2015. En ese mismo año fue subcampeón del Mundial de Clubes, siendo importante en la victoria 1-0 frente al Sanfrecce Hiroshima en semifinales. También formó parte del Equipo Ideal de América consagrándose mejor arquero sudamericano de 2015.
El sábado 14 de mayo de 2016 fue su último partido como guardameta de River Plate en el estadio Monumental. La parcialidad lo ovacionó tras ser reemplazado por Augusto Batalla, en el tiempo de descuento. 
Es ampliamente considerado uno de los mejores arqueros de la historia del club, donde es un ídolo moderno.

### Necaxa
El 9 de junio de 2016 se oficializó su llegada a Necaxa. Hizo su debut oficial el 16 de julio de 2016, frente al Cruz Azul, disputando los 90 minutos, terminando este cotejo igualado sin goles. Fue la máxima apuesta del club en su regreso a la primera división.
El 11 de abril de 2018 obtuvo su primer título en México, coronándose campeón de la Copa MX, de la mano del director técnico Ignacio Ambriz, imponiéndose al Deportivo Toluca con marcador de 1-0.

### Monterrey
El 23 de mayo de 2018 se anunció su traspaso temporal Club de Fútbol Monterrey. Allí cumplió destacadas actuaciones, fue factor en el Torneo de Concacaf 2019 y fue parte fundamental para que Monterrey alcanzara el campeonato de la Primera División de México.

### Burgos
En 2020, firmó por el Burgos C. F. de la Segunda División B de España.
El 23 de mayo de 2021, logró el ascenso a la Segunda División de España, tras vencer en la final del ascenso al Bilbao Athletic en el estadio Francisco de la Hera de Almendralejo.

### Atlético de San Luis
El 15 de junio de 2021, firmó por el Club Atlético de San Luis, de la Primera División de México. El 16 de mayo de 2023, el Atlético San Luis anunció la baja de Barovero por lo que se quedó sin equipo.

### Banfield
En agosto de 2023, se convirtió en refuerzo de Banfield, donde firmó contrato por 18 meses.

### NS Team
Fichó en marzo de 2025 por el equipo de Futsal NS Team y formara parte del plantel del equipo fundado por Nahuel Senger y actualmente dirigido por el director Técnico Ricardo Caruso Lombardi

## Selección nacional
El 19 de agosto de 2011 fue convocado por el entrenador de la selección argentina, Alejandro Sabella, para disputar partidos amistosos ante Nigeria, Brasil y Venezuela.
En 2012 fue convocado nuevamente por Sabella para disputar el Superclásico de las Américas frente a la selección de Brasil.

## Retiro
En julio de 2024, Barovero anuncia el retiro a la práctica profesional del fútbol.
Se dedica a dar charlas motivacionales.

## Estadísticas

### Clubes
| Atlético de Rafaela Argentina | 1.ª                 | 2003-04             | 0   | 0    | 0   | —  | —   | — | —  | —   | —  | 0   | 0    | 0   |  |
| Atlético de Rafaela Argentina | 2.ª                 | 2004-05             | 37  | -53  | 7   | —  | —   | — | —  | —   | —  | 37  | -53  | 7   |  |
| Atlético de Rafaela Argentina | 2.ª                 | Prom. 2005          | 2   | -4   | 0   | —  | —   | — | —  | —   | —  | 2   | -4   | 0   |  |
| Atlético de Rafaela Argentina | 2.ª                 | 2005-06             | 38  | -46  | 12  | —  | —   | — | —  | —   | —  | 38  | -46  | 12  |  |
| Atlético de Rafaela Argentina | 2.ª                 | 2006-07             | 40  | -34  | 16  | —  | —   | — | —  | —   | —  | 40  | -34  | 16  |  |
| Atlético de Rafaela Argentina | Total               | Total               | 117 | -137 | 35  | 0  | 0   | 0 | 0  | 0   | 0  | 117 | -137 | 35  |  |
| Huracán Argentina | 1.ª                 | 2007-08             | 38  | -39  | 12  | —  | —   | — | —  | —   | —  | 38  | -39  | 12  |  |
| Huracán Argentina | Total               | Total               | 38  | -39  | 12  | 0  | 0   | 0 | 0  | 0   | 0  | 38  | -39  | 12  |  |
| Vélez Sarsfield Argentina | 1.ª                 | 2008-09             | 9   | -13  | 3   | —  | —   | — | —  | —   | —  | 9   | -13  | 3   |  |
| Vélez Sarsfield Argentina | 1.ª                 | 2009-10             | 11  | -10  | 6   | —  | —   | — | 1  | 0   | 1  | 12  | -10  | 7   |  |
| Vélez Sarsfield Argentina | 1.ª                 | 2010-11             | 35  | -23  | 21  | —  | —   | — | 13 | -12 | 6  | 48  | -35  | 27  |  |
| Vélez Sarsfield Argentina | 1.ª                 | 2011-12             | 35  | -28  | 14  | 0  | 0   | 0 | 17 | -11 | 10 | 52  | -39  | 24  |  |
| Vélez Sarsfield Argentina | Total               | Total               | 90  | -74  | 44  | 0  | 0   | 0 | 31 | -23 | 17 | 121 | -97  | 61  |  |
| River Plate Argentina | 1.ª                 | 2012-13             | 34  | -34  | 13  | 0  | 0   | 0 | —  | —   | —  | 34  | -34  | 13  |  |
| River Plate Argentina | 1.ª                 | 2013-14             | 33  | -23  | 18  | 1  | 0   | 1 | 5  | -5  | 3  | 39  | -28  | 22  |  |
| River Plate Argentina | 1.ª                 | 2014                | 18  | -12  | 7   | 1  | 0   | 1 | 10 | -5  | 6  | 29  | -17  | 14  |  |
| River Plate Argentina | 1.ª                 | 2015                | 19  | -21  | 5   | 2  | -3  | 0 | 23 | -15 | 12 | 44  | -39  | 17  |  |
| River Plate Argentina | 1.ª                 | 2016                | 13  | -18  | 5   | 0  | 0   | 0 | 8  | -9  | 3  | 21  | -27  | 8   |  |
| River Plate Argentina | Total               | Total               | 117 | -108 | 48  | 4  | -3  | 2 | 46 | -34 | 24 | 167 | -145 | 74  |  |
| Club Necaxa · México | 1.ª                 | 2016-17             | 38  | -41  | 5   | 0  | 0   | 0 | —  | —   | —  | 38  | -41  | 5   |  |
| Club Necaxa · México | 1.ª                 | 2017-18             | 17  | -15  | 8   | 1  | 0   | 1 | —  | —   | —  | 18  | -15  | 9   |  |
| Club Necaxa · México | Total               | Total               | 55  | -56  | 13  | 1  | 0   | 1 | 0  | 0   | 0  | 56  | -56  | 14  |  |
| Monterrey · México | 1.ª                 | 2018-19             | 40  | -40  | 22  | 1  | -1  | 0 | 8  | -4  | 5  | 49  | -45  | 27  |  |
| Monterrey · México | 1.ª                 | 2019-20             | 34  | -49  | 7   | 0  | 0   | 0 | 2  | -4  | 0  | 36  | -53  | 7   |  |
| Monterrey · México | Total               | Total               | 74  | -89  | 29  | 1  | -1  | 0 | 10 | -8  | 5  | 85  | -98  | 34  |  |
| Burgos · España | 3.ª                 | 2020-21             | 25  | -13  | 16  | 1  | -2  | 0 | —  | —   | —  | 26  | -15  | 16  |  |
| Burgos · España | Total               | Total               | 25  | -13  | 16  | 1  | -2  | 0 | 0  | 0   | 0  | 26  | -15  | 16  |  |
| San Luis · México | 1ª                  | 2021-22             | 34  | -43  | 9   | 0  | 0   | 0 | —  | —   | —  | 34  | -43  | 9   |  |
| San Luis · México | 1ª                  | 2022-23             | 33  | -48  | 11  | 0  | 0   | 0 | —  | —   | —  | 33  | -48  | 11  |  |
| San Luis · México | Total               | Total               | 67  | -91  | 20  | 0  | 0   | 0 | 0  | 0   | 0  | 67  | -91  | 20  |  |
| Banfield Argentina | 1.ª                 | 2024                | 6   | -6   | 2   | 9  | -10 | 4 | —  | —   | —  | 15  | -16  | 6   |  |
| Banfield Argentina | Total               | Total               | 6   | -6   | 2   | 9  | -10 | 4 | 0  | 0   | 0  | 15  | -16  | 6   |  |
| Total en su carrera | Total en su carrera | Total en su carrera | 583 | -607 | 217 | 16 | -16 | 7 | 87 | -65 | 46 | 692 | -694 | 272 |  |
| (1) La copa nacional se refiere a la Copa Argentina y Supercopa Argentina . (2) La copa internacional se refiere a la Copa Sudamericana, Recopa Sudamericana, Copa Libertadores y Copa J.League-Sudamericana. (3) Promedio de goles recibidos por partidos no incluye goles recibidos en partidos amistosos. |                     |                     |     |      |     |    |     |   |    |     |    |     |      |     |  |

## Palmarés

### Títulos nacionales
| Título                     | Club             | País      | Año     |
| -------------------------- | ---------------- | --------- | ------- |
| Primera B Nacional         | Atlético Rafaela | Argentina | 2002-03 |
| Primera División           | Vélez Sarsfield  | Argentina | C-2009  |
| Primera División           | Vélez Sarsfield  | Argentina | C-2011  |
| Primera División           | River Plate      | Argentina | F-2014  |
| Copa Campeonato            | River Plate      | Argentina | 2014    |
| Copa MX                    | Necaxa           | México    | 2018    |
| Liga MX                    | Monterrey        | México    | A-2019  |
| Copa MX                    | Monterrey        | México    | 2020    |
| Tercera División de España | Burgos           | España    | 2020-21 |

### Títulos internacionales
| Título                           | Club        | Sede         | Año  |
| -------------------------------- | ----------- | ------------ | ---- |
| Copa Sudamericana                | River Plate | Buenos Aires | 2014 |
| Recopa Sudamericana              | River Plate | Buenos Aires | 2015 |
| Copa Libertadores                | River Plate | Buenos Aires | 2015 |
| Copa Suruga Bank                 | River Plate | Suita        | 2015 |
| Liga de Campeones de la Concacaf | Monterrey   | Guadalupe    | 2019 |

### Distinciones individuales
| Distinción                                                | Año  |
| --------------------------------------------------------- | ---- |
| Mejor Arquero B Nacional                                  | 2006 |
| Premio Ubaldo Matildo Fillol (Mejor arquero de Argentina) | 2010 |
| Premio Ubaldo Matildo Fillol (Mejor arquero de Argentina) | 2011 |
| Premio Ubaldo Matildo Fillol (Mejor arquero de Argentina) | 2013 |
| Premio Ubaldo Matildo Fillol (Mejor arquero de Argentina) | 2014 |
| Equipo ideal de la Copa Sudamericana                      | 2014 |
| Mejor Jugador de la Copa Sudamericana                     | 2014 |
| Mejor Jugador de la Recopa Sudamericana                   | 2015 |
| Miembro del equipo ideal de la Copa Libertadores          | 2015 |
| Mejor arquero sudamericano                                | 2015 |
| Miembro del Equipo ideal de América                       | 2015 |
| Elegido séptimo mejor arquero del mundo por la IFFHS      | 2015 |
| Balón de Oro Mejor Arquero Liga Mexicana                  | 2018 |
| Mejor Arquero de la Liga de Campeones de la Concacaf      | 2019 |
| Once Ideal de la Liga de Campeones de la Concacaf         | 2019 |